# The Amazing Spider-Man (игра, 1980)
The Amazing Spider-Man — пинбол, разработанный Эдом Крински и выпущенный в 1980 году компанией Gottlieb. Игра основана на американских комиксах издательства Marvel Comics о супергерое Человеке-пауке.

## Описание
Игру придумал Эд Крински, в то время как художник Гордон Морисон нарисовал иллюстрации к ней. За производство отвечала компания D. Gottlieb & Co., которая выпустила The Amazing Spider-Man в рамках линейки тематических игр под названием Star Series 80. Первая машина была изготовлена на конвейере в мае 1980 года.
The Amazing Spider-Man положила начало серии пинбольных автоматов от компании Gottlieb, функционирующих на реакторе System 80; в случае с Marvel это была вторая пинбольная игра с участием её персонажей после выхода The Incredible Hulk (1979). 
На пинбольных автоматах были изображены различные персонажи комиксов, а именно: тётя Мэй, Кингпин, Ящер, Скорпион, Стервятник, Чёрная Вдова, Крэйвен-охотник и Зелёный гоблин.

## Производство
Всего было выпущено 7 625 автоматов, которые в настоящее время пользуются спросом у коллекционеров.
The Amazing Spider-Man был первым из пинбольных автоматов Gottlieb, функционирующих на реакторе System 80, а также первой моделью с подсветкой; на внутреннем игровом поле периодически зажигались огоньки, чем привлекали внимание прохожих к пинболу. 
Со-создатель Человека-паука и один из ведущих сотрудников Marvel Comics Стэн Ли приобрёл экземпляр игры из первой партии, которую затем поместил в свой личный офис в редакции Marvel. Впоследствии Ли продал его на аукционе в рамках «коллекции Стэна Ли», организованном Heritage Comics в Далласе (штат Техас). Об автомате Ли сказал следующее: «В течение многих лет я проводил бесчисленное количество полных разочарования, но, в то же время, извращённо приятных часов за игрой на нём, вместе со своими многочисленными коллегами, друзьями и деловыми партнёрами (некоторые из них довольно известны, однако из-за чувства скромности и стыда, а также с учётом моей легендарной плохой памяти я не могу назвать их имена), которые регулярно посещали мой офис. На самом деле, я подозреваю, что многие из этих деятелей искусства и промышленников приходили ТОЛЬКО для того, чтобы обыграть меня в пинбол. Надеюсь, что его новый владелец будет лучшим игроком, чем я».